# Brocard du mont Carmel
Pour les articles homonymes, voir Brocard.
Brocard fut prieur et ermite de la première communauté de l'ordre du Carmel à la suite de Berthold sur le mont Carmel en Palestine. Il est connu pour avoir fait partie de ceux qui établirent la rédaction de la première règle et c'est lui qui la présenta vers 1209 au patriarche de Jérusalem Albert qui la paracheva et l'approuva.

## Biographie
Brocard est dit avoir été l'un des premiers du groupe d'ermites au mont Carmel, et il est devenu le chef de file de la communauté après la mort de Berthold survenue entre 1195 et 1198. Lui-même est décédé vers 1231. Les données biographiques précises manquent (en partie) du fait de la destruction du monastère du Mont Carmel (et de ses archives) par les Mamelouks à la fin des croisades. Un certain nombre de détails historiques ont sans doute été inventés à postériori afin de colmater les lacunes de l'historiographie carmélitaine.
Brocard, aussi appelé Burchard, aurait dirigé l'ordre à peu près 35 ans en étant très respecté par les musulmans de la région. Son successeur sera Cyrille de Constantinople (en) qui lui ne restera que trois ans à la tête de la communauté.

### La règle du Carmel
Vers 1207, les ermites du mont Carmel ont rédigé une règle de vie formelle qui a été acceptée par le Patriarche latin de Jérusalem, Albert Avogadro. Le document adressé aux membres de la communauté est connu seulement comme rédigé par «B» (traditionnellement associée à Brocard, bien qu'aucun document historique existant permette d'identifier clairement le nom complet de cette personne). La réception de la règle marque l'origine de la création de l'ordre du Carmel. La première appellation de l'ordre est celui de la Bienheureuse Vierge Marie du Mont Carmel.
D'après certaines sources le pape Honorius III, qui avait été mécontent car la règle avait été mise en place avant d'être formellement approuvée par le Saint-Siège, aurait reçu une vision de la Vierge Marie qui confirmait le contenu de la règle.
En 1226, Honorius III avalise cette règle de vie comprenant 24 paragraphes reprenant des éléments de la règle de saint Augustin, l'évêque d'Hippone, et s'inspirant de celle de saint Basile, l'évêque de Césarée. Cette règle monastique (la règle de saint Albert), est à l'époque la dernière des grandes règles rédigée (après la règle de saint Benoît et celle de saint Augustin). Elle est un peu modifiée et confirmée par Innocent IV en 1247, et l'ordre est définitivement accepté par le pape Grégoire X en 1274.

### Autres éléments
Parmi les nombreux éléments de sa vie peut-être légendaires pour certains, nous trouvons que Brocard serait originaire de Jérusalem, qu'il aurait été envoyé (en mission ?) auprès du sultan de Damas, mais également qu'il guérit un lépreux et baptisa dans le Jourdain le vice Sultan d'Égypte.

## Attributs et culte

### Attributs

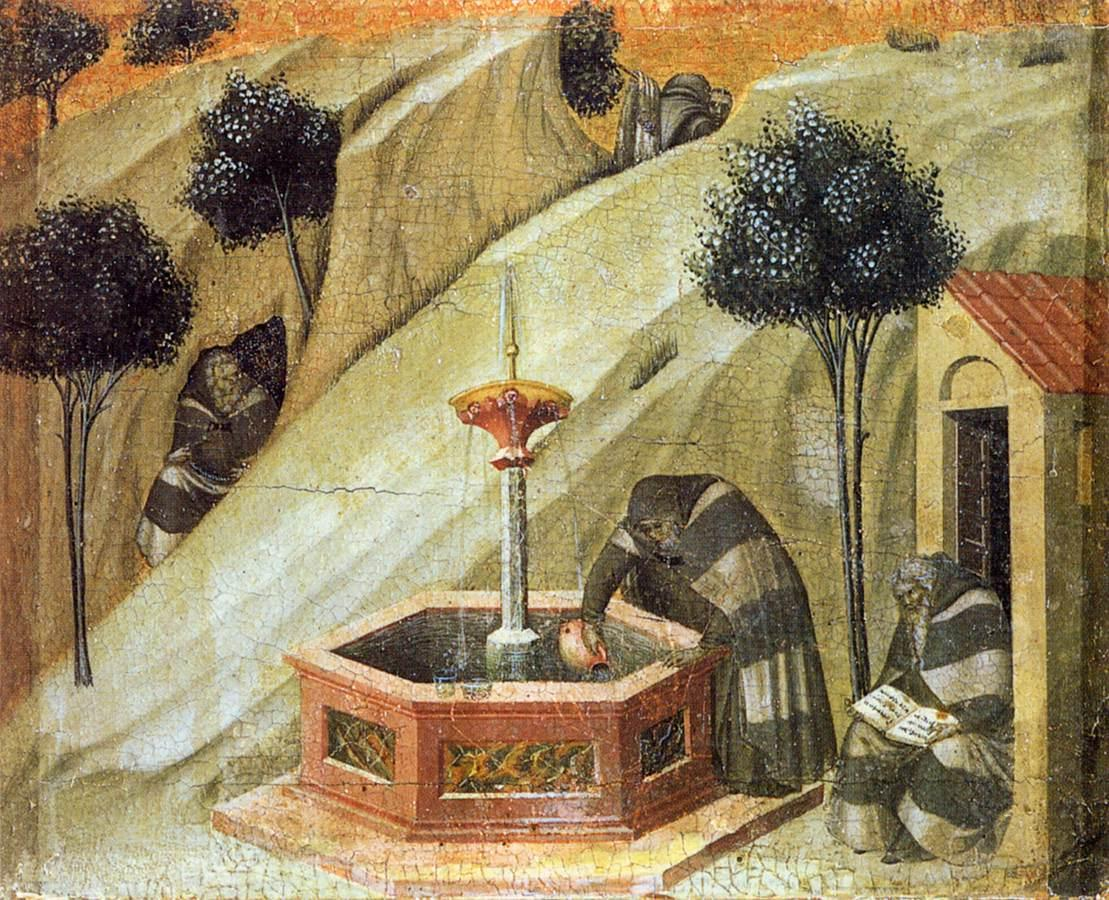
Les Ermites carmélites à la source d'Élie de Pietro Lorenzetti (1329), Pinacothèque nationale de Sienne, Italie.

Brocard est représenté en habit de carmes, parfois avec le manteau rayé, brun (ou noir) et blanc, et tenant la règle du Carmel dans les mains

### Célébrations et culte
Son culte a été officiellement ordonné lors du chapitre général de l'ordre en 1564, mais il est retiré du bréviaire lors de la réforme de 1585. En 1609 il est à nouveau célébré comme bienheureux, et la liturgie de sa fête est approuvée par la Congrégation des Rites en 1672. Sa fête a de nouveau été supprimé du calendrier de l'ordre.
Bien que toujours présent au calendrier des saints de l'Église catholique, il est parfois absent du calendrier des fêtes de l'ordre du Carmel, et ne fait donc pas partie des mémoires obligatoires de l'ordre.
Sa fête est fixée au 2 septembre.